# Kunów
Kunów este un oraș în Polonia.

## Legături externe
- Site oficial